# Divididos (programa de televisión)
Divididos fue un programa concurso de televisión chileno transmitido por Televisión Nacional de Chile, conducido por Álvaro Escobar desde el 10 de marzo de 2012, a las 22:15 horas. En él debían contestar una serie de preguntas en el menor tiempo posible, un trío de personas desconocidos, quienes deben estar de acuerdo en sus respuestas. El programa fue sacado del aire por su bajo índice de audiencia.

## Objetivo
Contestar una serie de preguntas, en el menor tiempo posible.
Existen una serie de rondas de preguntas:
- Primera ronda: 5 preguntas (con un máximo de $1 000 000 por pregunta)
- Segunda ronda: 4 preguntas (con un máximo de $2 500 000 por pregunta)
- Tercera ronda: 3 preguntas (con un máximo de $5 000 000 por pregunta)
- Cuarta ronda: 2 preguntas (con un máximo de $10 000 000 por pregunta)

## Errores
En caso de error, los participantes pierden parte de su pozo acumulado:
- Al primer error, se pierde un 25% del total acumulado.
- Al segundo error, se pierde el 50% del total acumulado.
- Al tercer error, se pierde el 100% del total acumulado y significa la eliminación del programa.

## Consensos
Durante el programa, los participantes deben tomar una serie de acuerdos para:
- Decidir, en un máximo de 15 segundos, si pasan a la siguiente ronda de preguntas o se retiran del programa. En caso de no haber acuerdo, la siguiente ronda se realiza en forma automática.
- Decidir, en un máximo de 15 segundos, con qué monto desean culminar su participación, según las tres alternativas presentadas de forma arbitraria por el programa.

## Otros antecedentes
Por tratarse de un programa bajo licencia internacional (holandés en este caso) el programa no era emitido por TV Chile, ya que el contrato establecía que el espacio solo se podía emitir en el territorio nacional.